# Knut Algotsson (Bengt Hafridssons ätt)
Knut Algotsson (Bengt Hafridssons ätt), död efter 1371, var en svensk storman och riddare. 

## Biografi
Knut Algotsson (Bengt Hafridssons ätt) var son till Algot Brynolfsson (Bengt Hafridssons ätt) och dennes till namnet okända hustru som var dotter till riddaren Tolf Petersson. Tillsammans med sin bror hertig Bengt Algotsson deltog han i upproret mot kungen och tvangs därmed att gå landsflykt 1357. han fick senare återvända och visade sedan lojalitet mot kungahuset genom att delta i tåget mot Stockholm 1371.

### Egendom
Knut Algotsson  ägde jord i Hammarkinds härad i Östergötland och Kållands härad och Vartofta härad i Västergötland.

### Familj
Knut Algotsson gifte sig senast 1355 med hovmästarinnan Märta Ulfsdotter (Ulvåsaätten), dotter till riddaren, riksrådet och lagmannen Ulf Gudmarsson (Ulvåsaätten) i Närkes lagsaga och heliga Birgitta. Märta Ulfsdotter var änka efter Sigvid Ribbing. Knut Algotsson och Märta Ulfsdotter fick tillsammans barnen abbedissan Ingegerd Knutsdotter i Vadstena kloster, Katarina Knutsdotter och Ingrid Knutsdotter som var gift med riddaren och riksrådrt Gaute Erikssönn (Galtung).
Knut började ett nytt förhållande efter Märtas bortgång år 1371. Han fick tillsammans med henne sin fjärde dotter Ramborg Knutsdotter som var gift med lagmannen Gard Toressön i Ryfylke.